# Зволинський Олексій Вадимович
Олексі́й Зволи́нський (псевдоніми — Зваля, Релакс; 30 квітня 1971, Київ) — український рок-музикант, гітарист, аранжувальник та композитор, найбільш відомий як гітарист гурту «Скрябін».
З 2000 року, після знайомства та початку співпраці з Андрієм Кузьменком, Зволинський стає невід'ємною частиною «нового» «Скрябіна». Він є співавтором музики до багатьох популярних пісень гурту, таких як «Сам собі Країна», «Мовчати», «Просто ми», «ВодаВогонь» та інші.
Окрім музичної діяльності, Зволинський з 2002 року й дотепер обіймає посаду менеджера гурту «Скрябін».

## Біографія
Народився 30 квітня 1971 року в Києві в сім'ї інженерів. Навчався в київській школі № 185. У 1991 році закінчив Київський Технікум Радіоелектронного приладобудування, а потім Київський Політехнічний Інститут за спеціальністю «Фізика металів». У дитинстві та юності займався вітрильним спортом, де здобув звання майстра спорту.
У 1995—1997 роках проживав у Празі, Чехія, де організовував концертну діяльність свого гурту «Phantom Lord».

## Музична освіта
У 8 років Олексій розпочав навчання в музичній школі. Незважаючи на прагнення до гітари, через вікові обмеження при вступі до школи був зарахований на клас кларнета з обіцянкою переведення на гітару в майбутньому. Однак він так і не був переведений на клас гітари, тому закінчив музичну школу по класу кларнета. Гітару опанував самостійно, натхненний грою таких майстрів, як Річі Блекмор, Джиммі Хендрікс, Джиммі Пейдж, Френк Заппа та Ангус Янг.

## Музична діяльність
Олексій Зволинський розпочав свою музичну кар'єру, заснувавши гурт Phantom Lord, в якому був гітаристом, автором музики, аранжувальником та менеджером. Також брав участь як гітарист у колективах «Республіка», «Водяний Лис», «Джек Фрост».
1998 року приєднався до групи Юлії Лорд. Після знайомства з Андрієм Кузьменком, яке відбулося навесні 1999 р., взяв участь у записі альбому гурту «Скрябін» «Модна Країна» (2000 р.). З того часу і до сьогодні є учасником гурту «Скрябін».

### Phantom Lord
У шкільні роки Олексій Зволинський заснував рок-гурт «АКАДЕМ» разом з другом Юрієм Кудрінським. До гурту долучився Вітошкін Лавр, а пізніше Кравченко Ярослав (майбутній учасник гурту «Едем»). У 1986 році до «АКАДЕМу» приєднався Муравицький Дмитро (зараз вокаліст Green Grey), і гурт змінив назву на «Phantom Lord».
Phantom Lord активно виступали не лише в Києві, але й за кордоном. З 1994 по 1997 роки О. Зволинський організовував концертну діяльність гурту в клубах Праги (Чехія). Музиканти Phantom Lord виступали на таких популярних концертних майданчиках, як Rock Cafe (зараз Hard Rock Cafe Prague), Roxy club Prague, Bunker, Malostranska Beseda та інших. Через проблеми з виїздом з України склад гурту постійно змінювався, тому в концертах брали участь Шувалова Аня (Monkys Work), Євген «Нестор» Іщук («Ностальгія по Мезозою») та Ярослав Рево («Ностальгія по Мезозою»).
Phantom Lord проіснували до 1998 року.

### Юлія Лорд
Після повернення з Праги в Україну Олексій Зволинський зустрівся з Дмитром Прикордонним, з яким співпрацював у гурті «Республіка». На той час Дмитро продюсував співачку Юлію Лорд, і він запропонував Олексію приєднатися до її команди.
В результаті співпраці був записаний максі-сингл «Танець Душ» на домашній студії Олексія Зволинського за участю Дмитра Прикордонного (1998 р.). А також пізніше зняли кліп на цю заголовну пісню альбому. Кліп знімався у басейні.
Під час зйомок кліпу «Танець Душ» було «утоплено» гітари та барабани, що стало подією в українському шоу-бізнесі. Зрежисував кліп Віктор Придувалов, який згодом створив також кліпи для гурту «Скрябін» («Люди як кораблі», «Спи собі сама» та ін.).
У 1998 році Олексій Зволинський виступив на фестивалі «Таврійські ігри» у складі групи Юлії Лорд. Для Юлії Лорд Олексій Зволинський створив кавер-версію пісні Smells Like Teen Spirit гурту Nirvana. Переклад тексту виконала сама Юлія.
У 1999 році під час одного з концертних турів Олексій Зволинський познайомився з учасниками гурту «Скрябін»: Ростиславом Домішевським, Сергієм Герою та Андрієм Кузьменком. Через рік після знайомства «Скрябін» запросив Олексія до участі у записі альбому «Модна Країна» для запису живих гітарних партій.

### Гурт «Скрябін»
У 2000 році Олексій взяв участь у створенні шостого офіційного альбому гурту «Скрябін» «Модна країна», який складається з 12 композицій. В роботі були задіяні А. Кузьменко, С. Гера, В. Дячишин, Ю. Дуда, В. Паршенко, Ю. Лорд, директор Р. Домішевський. Після цього першого для Зволинського спільного з гуртом альбому він продовжує співпрацювати з колективом до сьогоднішнього дня.
З початком співпраці Олексія Зволинського із Андрієм Кузьменко поєднують початок періоду так званого «нового» «Скрябіну». Саме з появою Зволинського у колективі музичне звучання гурту змінюється із синтетичного до живого гітарного. В перехідний  період у житті гурту — 2002—2003 роки — Андрій покладає на Олексія і керівництво колективом: пошук та відбір учасників, організацію репетицій, менеджерування під час концертної діяльності, перемовини із організаторами концертів, тощо.  Відтоді Олексій фактично стає правою рукою Кузьменка і до сьогодні є незмінним менеджером гурту.
Після загибелі Андрія Кузьменка на прохання мами Андрія та за підтримки чисельних прихильників групи гурт оголошує про продовження своєї діяльності. Керівником колективу і надалі залишається Олексій Зволинський.
В усіх наступних записах гурту Скрябін О. Зволинський також виступив музичним продюсером:
- «Вода Вогонь» — Скрябін & Злата Огневич & Женя Толочний[3]
- «Сонце замість Шапки» — Скрябін[4]
- «Сука Війна»  - Скрябін & Yurcash[5]
- «Вибач» -  Скрябін & SOWA & Yurcash[6]

### Гурт «Іспанія»
У грудні 2016 року Олексій разом з вокалістом Анісом Еттаєбом створили рок-гурт «Іспанія». Його офіційна прем'єра відбулася 26 грудня в ефірі радіостанцій м. Львова «Радіо Вголос», «Галичина ФМ», «Люкс ФМ» рок-баладою «Нас не стало». У складі гурту:
- Зволинський Олексій, соло-гітарист;
- Аніс Еттаєб — вокаліст, фіналіст Голосу Країни;
- Євген Гусак, басист;
- Віктор Корженко — ударник;
- Заглада Олександр, звукорежисер за пультом.

«Іспанія» грала музику в стилі агресивного, позитивного постпанку.
У 2018 році гурт «Іспанія» створив альбом «ЕГОЇСТ», що складається з 11 авторських треків
- «Егоіст»;
- «Дівча»;
- «Брат»;
- «Фарватер»;
- «Regarde moi»;
- «Дівчина-терористка»;
- «Нас не стало»;
- «Ламберсексуал»;
- «Барселона»;
- «Давай робити дітей»;
- «Етимологія українського матюка»

## Благодійність
О. Зволинський був організатором благодійної акції «Help Андріївка». Музиканти вирішили дати безкоштовні концерти в різних містах України заради матеріальної допомоги мешканцям села Андріївка на Київщині (Бучанський район), що сильно постраждало від російських військових дій. Замість вхідних квитків на свої виступи, колектив запропонував приходити глядачам із речами, яких потребують постраждалі. У соцмережах «Скрябін» висунув коротке гасло-заклик: «Приходь із обігрівачем або електроплитою! І для тебе вхід вільний!» Було також опубліковано список речей, життєво необхідних мешканцям села: матраци, холодильники, пральні машини, меблі, будматеріали, комп'ютери для навчання дітей та інше; для зруйнованого дитсадка — посуд, меблі, дитяча література.

Олексій цей захід прокоментував так:
«Неможливо проігнорувати і не допомагати тим людям. У них немає дахів над головою, дверей чи вікон».
Люди приносили речі навіть під час концертів.

## Особисте життя
О. Зволинський одружувався тричі. В останньому шлюбі — від 2009 року. Батько трьох дітей.
Старша донька Єлизавета Зволинська, дизайнерка бренду ZVOLI (1997 р. н.) — народжена у другому шлюбі. Син Мартін (2009 р. н., похресник Андрія Кузьменко) і молодша донька (2015 р. н.) народжені в третьому шлюбі.

## Дискографія
Гурт Юлії Лорд:
- «Танець Душ» (1998)

Гурт «Скрябін»:
- «Модна країна» (2000)
- «Озимі люди» (2002)
- «Натура» (2003)
- «Танго» (2005)
- «Гламур» (2006)
- «Про любов?» (2007)
- «Моя еволюція» (2009)
- «Радіо Любов» (2012)
- «Добряк» (2013)
- «25» (2014)

Гурт «Іспанія»:
- «Егоїст» (2018)